# Japan-Edelweiß
Das Japan-Edelweiß (Leontopodium japonicum) ist eine Pflanzenart aus der Gattung Edelweiß (Leontopodium) in der Unterfamilie der Asteroideae innerhalb der Familie der Korbblütler (Asteraceae).

## Merkmale
Das Japan-Edelweiß ist eine ausdauernde, krautige Pflanze oder ein Zwergstrauch, der Wuchshöhen von 8 bis 50 Zentimeter erreicht. Es bildet ein Rhizom aus. Der Stängelgrund ist verholzt. Die bis zu 50 Stängelblätter sind sehr dicht, schmal lanzettlich, mit verschmälertem Grund sitzend und messen 23 bis 55 × 5 bis 13 Millimeter. Ihre Oberseite ist grün und spinnwebig behaart bis fast kahl, die Unterseite ist dicht weißfilzig. Die unteren Blätter sind zur Blütezeit abgestorben. Je ein bis mehrere graufilzige Hochblätter sind in unregelmäßigen Sternen mit einem Durchmesser von 1,5 bis 4 Zentimeter angeordnet.
Die Blütezeit reicht von Juni bis Juli.

## Vorkommen
Das Japan-Edelweiß kommt in Zentral- und Ost-China, Korea und Japan auf trockenen, kiesigen montanen bis subalpinen, selten auch bis alpinen, Wiesen und Gebüschen in Höhenlagen von 725 bis 2400 Meter vor.

## Nutzung
Das Japan-Edelweiß wird selten als Zierpflanze für Steingärten und als Schnittblume genutzt. Sie ist seit spätestens 1866 in Kultur. Die Pflanze benötigt einen sonnigen Standort mit humusarmem und kalkreichem Boden.